# Maryam Yusuf Jamal
Maryam Yusuf Jamal, ursprungligen Zenebecha Tola, född 16 september 1984 i Etiopien, är en friidrottare från Bahrain som tävlar på 1 500 meter. 
Jamal bytte 2005 medborgarskap från Etiopien till Bahrain. Hennes första stora mästerskap var VM 2005 i Helsingfors då hon slutade femma på favoritdistansen 1 500 meter. Bättre gick det vid i inomhus-VM i Moskva 2006 då hon blev bronsmedaljör. Samma år noterade hon även sitt personliga rekord på 1 500 meter när hon i Rieti sprang på 3.56,18.
Vid VM 2007 lyckades Jamal vinna guld sedan hon spurtat förbi ryskan Jelena Soboleva på tiden 3.58,75.  
Hon deltog även vid Olympiska sommarspelen 2008 där hon slutade femma på 1 500 meter på tiden 4.02,71. Emellertid slutade hon året som en vinnare eftersom hon vann guld vid IAAF World Athletics Final 2008 i Stuttgart. 
Vid OS i London 2012 vann Jamal bronset i finalen på 1 500 meter på tiden 4.10,74. I december 2021 uppgraderades hennes brons till ett guld efter att båda medaljörerna före henne blivit diskvalificerade för doping.